# Rime

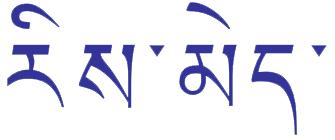
Rime in tibetischer Schrift

Rime (tib.: ris med; deutsch: ohne Unterschied; englisch: without distinction) bezeichnet eine gruppenübergreifende Bewegung innerhalb des tibetischen Buddhismus, die im 19. Jahrhundert durch buddhistische Meister wie Jamyang Khyentse Wangpo, Jamgön Kongtrül Lodrö Thaye, Peltrül Rinpoche, Orgyen Choggyur Lingpa und Khakyab Dorje entstand. Dieser Bewegung schlossen sich Meister aller großen Schulrichtungen Tibets an.

## Zielsetzung
| Tibetische Bezeichnung                         |
| ---------------------------------------------- |
| Aussprache in IPA: [riʔmeʔ]                    |
| Offizielle Transkription der VRCh: Rimê        |
| THDL-Transkription: Rimet                      |
| Andere Schreibweisen: Rimed, Rime, Rimé, Rimay |
| Chinesische Bezeichnung                        |
| Traditionell: 無派別運動                       |
| Vereinfacht: 无派别运动                        |
| Pinyin:wúpàibié yùndòng                        |

Die Rime-Bewegung sammelte gruppenübergreifend Lehren aus allen Gegenden Tibets und von Meistern aller tibetischen Traditionen. Ziel war es, die große Zahl an seltenen Übertragungslinien zu erhalten und die in Tibet verbreitete „Konkurrenz“ (Sektierertum) der großen Schulen untereinander zu überwinden.
Die von den Rime-Meistern erhaltenen Lehren wurden in größeren Sammlungen zusammengefasst. Die wichtigsten Sammlungen der Rime-Bewegung sind die sogenannten „Fünf Großen Schätze“ des Jamgön Kongtrül Lodrö Thaye, die den „Schatz der wiederentdeckten Lehren“ (Rinchen Terdzö) beinhalten.

## 20. Jahrhundert
Im 20. Jahrhundert führten Meister wie Jamyang Khyentse Chökyi Lodrö und Dilgo Khyentse diese Bewegung fort. Der Begriff wurde zum Synonym für eine unvoreingenommene Einstellung gegenüber allen Lehren aller Schulen des Buddhismus. Diese von Offenheit geprägte „Rime-Einstellung“ hat Eingang in viele tibetische Schulen gefunden. Durch politische Verwicklungen in den 1960er Jahren mit dem Versuch des Dalai Lama, die Leitung der vier tibetischen Traditionen seiner Exilregierung zu unterstellen, wird der Begriff Rime von exiltibetischen Oppositionellen auch als Instrument der Gleichschaltung verstanden.